# Popovac (jezero)
Popovac je umjetno akumulacijsko jezero u Hrvatskoj. Nalazi se u Bjelovarsko-bilogorskoj županiji, u blizini naselja Trnovitički Popovac (po kojem je jezero dobilo ime), Veliki Prokop i Dišnik. Površina iznosi 0,752 km². Rijeka Garešnica prolazi kroz jezero.
Akumulacijsko jezero Popovac nastalo je 1985. godini izgradnjom brane visoke 13 m. Namjena jezera je obrana od poplava i opskrba ribnjaka. Prosječna dubina je 2 m.